# Walker Racing
Walker Racing foi uma equipe de corridas automobilísticas dos Estados Unidos, fundada por Derrick Walker em 1991, e que competiu pela Champ Car entre 1991 e 2004.
Entre 2005 e 2007, a equipe correu como Team Australia.

## História
Em 14 temporadas pela CART/Champ Car, disputou 245 Grandes Prêmios, venceu 4 vezes (Robby Gordon, com 2 vitórias, é o piloto que mais ganhou pela equipe; Scott Goodyear e Gil de Ferran venceram uma vez), conquistou 9 pole-positions, 4 voltas mais rápidas e 27 pódios. Foi na Walker que o também brasileiro Christian Fittipaldi fez sua estreia na categoria, em 1995, antes de seguir carreira na Newman-Haas.
Pela IRL/IndyCar, estreou nas 500 Milhas de Indianápolis de 1996, tendo como piloto Mike Groff. Entre 2000 e 2001, a Walker foi representada por Sarah Fisher em 21 etapas (foram 2 pódios conquistados). Voltou em 2008, com o veterano canadense Paul Tracy, que disputou apenas a etapa de Edmonton em associação com a Vision Racing.
Competiu ainda em provas da American Le Mans Series e do campeonato de SportsCar, encerrando suas atividades em 2016 por falta de patrocínio.

## Pilotos

### CART/Champ Car
- Jon Beekhuis (1992)
- David Besnard (2004)
- Gil de Ferran (1997-1999)
- Luis Díaz (2003)
- Fredrik Ekblom (1996)
- Christian Fittipaldi (1995)
- A. J. Foyt (1992)
- Memo Gidley (1999)
- Scott Goodyear (1991-1993, 1996)
- Robby Gordon (1994-1996)
- Mike Groff (1992, 1996)
- Mário Haberfeld (2004)
- Naoki Hattori (1999)
- Bryan Herta (2000)
- Rodolfo Lavín (2003)
- Buddy Lazier (1991)
- Darren Manning (2003)
- Marcus Marshall (2005)
- Hiro Matsushita (1993)
- Shinji Nakano (2000)
- Simon Pagenaud (2007)
- Will Power (2005-2007)
- Willy T. Ribbs (1991-1994)
- Mark Smith (1994)
- Alex Tagliani (2005-2006, 2008)
- Toranosuke Takagi (2001-2002)
- Michael Valiante (2004)
- Charles Zwolsman (2005)

### IRL/IndyCar Series
- Sarah Fisher (2000-2001}
- Mike Groff (1996)
- Paul Tracy (2008)